# Tadeusz Plawgo
Tadeusz Plawgo (ur. 15 października 1964 w Olsztynie) – polski polityk, lekarz, poseł na Sejm V kadencji.

## Życiorys
Z wykształcenia i zawodu lekarz. Był radnym i przewodniczącym rady powiatu olsztyńskiego. W wyborach parlamentarnych w 2001 i 2005 kandydował z listy Prawa i Sprawiedliwości do Sejmu w okręgu olsztyńskim. W wyborach samorządowych w 2006 przegrał wybory do sejmiku warmińsko-mazurskiego. 5 grudnia 2006 objął mandat posła V kadencji, zastępując Adama Puzę. W wyborach parlamentarnych w 2007 bez powodzenia ubiegał się o reelekcję. Także bezskutecznie kandydował w 2010 do rady powiatu. W 2014 ponownie został wybrany na radnego powiatowego. W 2018 bez powodzenia kandydował natomiast do sejmiku warmińsko-mazurskiego.
Kandydował także do Sejmu z ramienia PiS w 2011 i 2015.

## Odznaczenia
W 2017 otrzymał Brązowy Krzyż Zasługi.